# Kraśnicki
Kraśnicki là một huyện thuộc tỉnh Lubelskie của Ba Lan. Huyện có diện tích 1005 km². Đến ngày 1 tháng 1 năm 2011, dân số của huyện là 98223 người và mật độ 98 người/km².